# NGC 578
NGC 578 ist eine Balkenspiralgalaxie vom Hubble-Typ SBc im Sternbild Walfisch südlich des Himmelsäquators. Sie ist schätzungsweise 72 Millionen Lichtjahre von der Milchstraße entfernt und hat einen Durchmesser von etwa 100.000 Lj.

Im selben Himmelsareal befinden sich u. a. die Galaxien NGC 554, NGC 555, NGC 556.
Das Objekt wurde am 11. November 1835 von John Herschel entdeckt.